# Phrygionis sestertiana
Phrygionis sestertiana là một loài bướm đêm trong họ Geometridae.